# Solanum pseudoauriculatum
Solanum pseudoauriculatum là loài thực vật có hoa trong họ Cà. Loài này được Chodat & Hassl. miêu tả khoa học đầu tiên năm 1903.